# خیوس

جزیره خیوس در استان اژه شمالی در کشور یونان واقع شده‌است.

## جستارهای وابسته

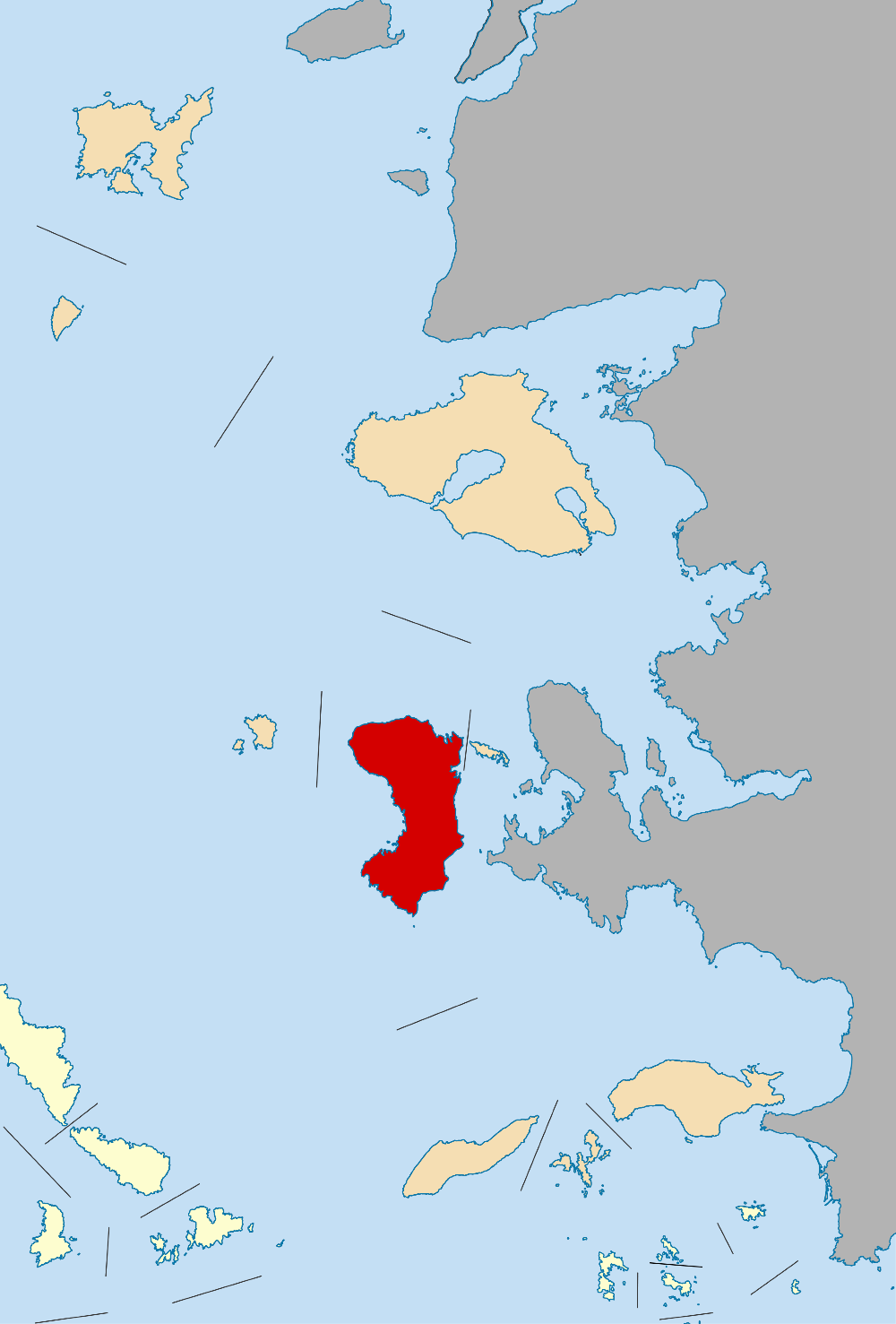
جزیره خیوس